# Coreopsis leavenworthii
Coreopsis leavenworthii là một loài thực vật có hoa trong họ Cúc. Loài này được Torr. & A.Gray mô tả khoa học đầu tiên năm 1842.